# Rykowiec
Rykowiec (deutsch Rykowitz, 1938 bis 1945 Rickenhof) ist ein Ort in der polnischen Woiwodschaft Ermland-Masuren. Er gehört zur Gmina Purda (Landgemeinde Groß Purden) im Powiat Olsztyński (Kreis Allenstein).

## Geographische Lage
Rykowiec liegt im Westen der Woiwodschaft Ermland-Masuren, zwölf Kilometer südöstlich der Kreis- und Woiwodschaftshauptstadt Olsztyn (deutsch Allenstein).

## Geschichte
Der frühere Guts- und spätere Förstereiort Rikowitz (nach 1785 Ritkowitz, nach 1820 Rykowicz), bestehend aus ein paar kleinen Gehöften, wurde im Jahre 1820 als „köllmisches Gut“ mit drei Feuerstellen bei neun Einwohnern erwähnt.
Am 1. Januar 1883 galt der Ort als in den Amtsbezirk Klein Trinkhaus (polnisch Trękusek) im ostpreußischen Kreis Allenstein eingegliedert.
Am 6. Mai 1896 wurde das forstfiskalische Etablissement Rykowitz in den Amtsbezirk Oberförsterei Ramuck, später: Amtsbezirk Forst Ramuck, eingegliedert, wozu es noch im Jahre 1908 gehörte. 67 Einwohner hatte der Gutsbezirk Rykowitz am 1. Dezember 1912. Am 30. September 1929 kam Rykowitz zur Gemeinde Bruchwalde (polnisch Bruchwałd), als diese aus Teilstücken des Forstgutsbezirks Ramuck neu gebildet wurde. Aus politisch-ideologischen Gründen der Abwehr fremdländisch klingender Ortsnamen wurde Rykowitz am 3. Juni – offiziell bestätigt am 16. Juli – 1938 in „Rickenhof“ umbenannt.
Als 1945 in Kriegsfolge das gesamte südliche Ostpreußen an Polen fiel, erhielt Rickenhof die polnische Namensform „Rykowiec“. Heute ist der Ort ein Teil der Landgemeinde Purda (Groß Purden) im Powiat Olsztyński (Kreis Allenstein), von 1975 bis 1998 der Woiwodschaft Olsztyn, seither der Woiwodschaft Ermland-Masuren zugehörig.

## Kirche
Bis 1945 war Rykowitz resp. Rickenhof in die evangelische Kirche   Neu Bartelsdorf (polnisch Nowa Wieś) in der Kirchenprovinz Ostpreußen der Kirche der Altpreußischen Union und außerdem in die römisch-katholische Kirche Klaukendorf (polnisch Klewki) im damaligen Bistum Ermland eingepfarrt.
Heute gehört Rykowiec weiterhin zur katholischen Pfarrei Klewki, die jetzt dem Erzbistum Ermland zugeordnet ist. Außerdem ist der Ort in das Kirchspiel der Christus-Erlöser-Kirche Olsztyn eingegliedert, das der Diözese Masuren der Evangelisch-Augsburgischen Kirche in Polen zugehört.

## Verkehr
Rykowiec liegt ein wenig abseits vom Verkehrsgeschehen. Der Ort ist sowohl von Bruchwałd (Bruchwalde) als auch von Kaborno (Kalborno, 1934 bis 1945 Kalborn) auf Landwegen zu erreichen. Eine Bahnanbindung besteht nicht.